# Jogne
La Jogne (en allemand der Jaunbach) est une rivière de Suisse s'écoulant dans les cantons de Fribourg et de Berne. 

## Étymologie
Le nom de la Jogne, anciennement Jaunia, viendrait de *iag-ona, « la Froide » issu du gaulois *iag-, « glace ».

## Géographie
Sa source est située au Jaungründli, contrefort de la Dent de Ruth dans le canton de Berne, à 1 650 m. Elle entre dans le canton de Fribourg près d'In Bruch. Elle forme ensuite le lac de Montsalvens, créé en 1920 par la construction du Barrage de Montsalvens. L'eau prélevée est turbinée à Broc par les Entreprises Électriques Fribourgeoises. En aval du barrage, la rivière traverse des gorges avant de se jeter dans le lac de la Gruyère à égale distance des communes de Broc et de Botterens à la cote de 677 m.

## Principaux affluents
- Oberbach
- Sattelbach
- Rio du Petit Mont (Klein Montbach)
- Rio du Gros Mont
- Le Motélon
- Le Javrot